# El Matí
|  | Per a altres significats, vegeu «Matí». |

El Matí fou un diari catòlic en català promogut i dirigit per Josep Maria Capdevila i Balanzó i Josep Maria Junoy i Muns que es va editar a Barcelona entre el 24 de maig de 1929 i el 19 de juliol de 1936. Es distingí per la seva ponderació informativa i per la bona presentació tipogràfica.

## Història
Fou un diari de marcada acció social cristiana i crític amb el capitalisme i el liberalisme, així com amb la burgesia, tant si es deia de dreta com d'esquerra. El seu cristianisme està intel·lectualment basat en les noves idees de l'escolàstica de Lovaina. S'interessà en l'estudi de les qüestions socials, defensor del sindicalisme cristià i s'implicava en la lluita en defensa de la família obrera tot seguint les encícliques de caràcter marcadament social dels papes Lleó XIII i Pius XI i que el món catòlic endebades en feia cas.

Segons un dels seus fundadors, Josep Maria Capdevila i Balanzó: 
| « | Era un diari catòlic d'un país catòlic, del país de Ramon Llull i de Verdaguer. No tenia filiació política de cap mena... Sortia en la llengua del país amb la mateixa naturalitat que un diari de París surt en francès i un de Londres en anglès... Ben de la terra i de l'Evangeli, havia de refusar aquelles formes de pietat forasteres i d'ètica dubtosa... Pel mateix sentit de llibertat natural, no podia admetre els vincles arbitraris religioso-polítics que provenien de l'absolutisme.... Calia des de la primera plana del primer dia, expressar ben clarament aquella alegre independència, aquella llibertat d'esperit amb què ens posàvem a la tasca periodística, tan humil com vulgueu, però definida i neta. | » |

Els seus fundadors (Enric Jardí, Josep M. Junoy, J.B. Solervicens, J.M. Capdevila i la crida signada per Josep Llimona, Joaquim Ruyra, Lluís Millet; Amadeu Vives, Miquel d'Esplugues) l'entengueren com a instrument de difusió de doctrines compartides per gent de diferents partits polítics, i no necessàriament l'instrument de cap grup ni de cap partit polític, tot i que acabà forjant el nucli bàsic de la democràcia cristiana.

L'objectiu era donar als problemes socials una atenció que suplia la negligència de l'altra premsa. Tot i no ser ideològicament republicà es posicionà inequívocament a favor de la República ja des del Pacte de Sant Sebastià en un editorial del 7 d'octubre de 1930 que, sota el títol de Cap a un Estatut de Catalunya afirma: 
| « | Hem retornat al bon camí: millor dit, a l’únic camí, bo o dolent que sigui. Cal ara seguir-lo sense defalliment, posant-hi tota l’atenció, sense parlar massa per no tornar-nos a perdre. | » |

 Malgrat lligams amb Unió Democràtica de Catalunya, mai aquest partit intervingué en les directives del diari, ni el diari intervingué per res en les directives del partit.

El diari va viure una greu crisi l'any 1934 quan la jerarquia catòlica va expulsar el seu director Josep Maria Capdevila per considerar-lo excessivament progressista. En paraules de Maurici Serrahima: 
| «                                                                          | El triomf de les "dretes" en les eleccions del 18 de novembre de 1933 va encoratjar els que fins aleshores, i a despit de desacord, veien encara en el diari, de cara a l’avenir, una possible posició defensiva. Per si no n'hi hagués prou la CEDA que fins aleshores havia respectat a Catalunya la situació preeminent de la Lliga, es va decidir, eufòrica, a obrir-hi botiga: Un quants d’aquells accionistes de pes d’El Matí s'hi van incorporar i, amb el zel del neòfit -si l'on peut dire...- van voler utilitzar el diari. La lluita sorda es va convertir en una lluita declarada i Capdevila la va perdre, externament, no moralment. | » |
| — Josep Maria Capdevila, Assaig biogràfic. Barcelona: Barcino, 1974, p. 58 | |   |

Amb la guerra civil espanyola, el juliol del 1936 fou confiscat per les autoritats republicanes, i els tallers entregats al PSUC, qui els aprofità per a editar el seu òrgan Treball. Un cop acabada la guerra, però, les autoritats franquistes no autoritzaren la seva publicació i desaparegué definitivament.

## Contingut
En el seu contingut, es destacava la seva atenció pels temes socials. Tractaven qüestions laborals, temes locals i de comarques, la cultura i la religió. Aquesta cura per la religió les va dur a criticar molt durament obres com Diccionari filosòfic de Voltaire o a emprendre una campanya contra la secularització dels cementiris el 1931 en temps republicans.
Com a característiques gràfiques, el diari es componia d'una bona presentació tipogràfica i il·lustracions sobre paper rosa, que el feia distingible entre d'altres a primer cop d'ull. El format era de gran foli, de 12 a 24 pàgines a 5 columnes. El 1931 va crear un suplement setmanal anomenat Esplai, que es va independitzar del diari tres anys després. Va editar números extres alguna vegada, com el commemoratiu per 300 anys de premsa en català (7-6-1936) o a Antoni Gaudí (21-6-1936).

## Col·laboradors
Van escriure en les seves pàgines: Josep M. Junoy, Joan B. Solervicens, Joaquim Civera, Maurici Serrahima, Magí Valls, Lluís Jordà, J.M. Ràfols, J.M. Salvà, Narcís de Carreras, Carles Cardó, A. Navarro, Pere Vinyoles, Joaquim Ruyra, Jeroni Moragues, Leandre Amigó, G. K. Chesterton, Vicenç de Balanzó i Echevarria, entre d'altres.